# Investigador clínico
Un investigador clínico (CRA), también llamado monitor clínico o supervisor de ensayos clínicos, es un profesional del cuidado de la salud que realiza muchas actividades relacionadas con la investigación médica, en particular con los ensayos clínicos. Los investigadores clínicos trabajan en diversos ámbitos, tales como las compañías farmacéuticas, institutos médicos de investigación y agencias gubernamentales. Para ejercer como un investigador clínico, dependiendo de la jurisdicción, pueden ser necesarios diferentes requisitos en términos de educación y de certificación.
Las tareas principales del CRA están definidas por los lineamientos de la buena práctica clínica para el seguimiento de los ensayos clínicos, tales como los elaborados por la Conferencia Internacional sobre Armonización de Requisitos Técnicos para el Registro de productos Farmacéuticos para Uso Humano (ICH).

## Descripción general
La función principal de un investigador clínico es la monitorización de ensayos clínicos. El CRA puede trabajar directamente con la empresa patrocinadora de un ensayo clínico, como profesional independiente o para una organización de investigación por contrato (CRO). Un investigador clínico asegura el cumplimiento con el protocolo del ensayo clínico, verifica las actividades de sitios clínicos, hace visitas, revisa los formularios de informe de casos (Fcr), y se comunica con los coordinadores de investigación clínica. Los investigadores clínicos también "garantizan la protección de los derechos, la seguridad y el bienestar de los seres humanos que son sujetos de estudio." Además, el CRA debe "asegurarse de que la integridad científica de los datos recogidos esté protegida y verificada" y "asegurarse de que los eventos adversos estén correctamente documentados y reportados."
Un CRA normalmente necesita tener un grado académico en Ciencias Biológicas y un buen conocimiento de las buenas prácticas clínicas y las regulaciones locales.

## Certificación y práctica

### Canadá
La Asociación Canadiense de Especialistas en Investigación Clínica (CAOCRS) es una asociación registrada a nivel federal en Canadá (Reg. #779602-1). La CAOCRS es una organización sin fines de lucro que promueve y defiende en nombre de sus miembros en el campo de la Investigación Clínica y Ensayos Clínicos. La CAOCRS cuenta con un amplio programa de acreditación, incluyendo la Investigación Clínica Autorizada (RCRA), que es un título profesional conferido por la aprobación de un examen.

### La Unión Europea
En la Unión Europea, los lineamientos de las prácticas de los CRA son parte del EudraLex.[cita requerida]

### La India
En la India, un CRA requiere tener conocimiento sobre las enmiendas en la ley de consumo de drogas y cosméticos Schedule Y de 1945.[cita requerida]

### Estados Unidos
En los Estados Unidos, las normas de la buena práctica clínica están codificadas en el Título 21 del Código de Regulaciones Federales. CNNMoney clasificó a los investigadores clínicos en el #4 en su lista de los "Mejores Empleos en América", en 2012, con un salario promedio de $90,700.
La Sociedad de Investigadores Clínicos (SOCRA) es una organización sin fines de lucro que está "dedicada a la educación continua y el desarrollo de la investigación clínica de los profesionales". La Sociedad de Investigadores Clínicos (SOCRA) ha desarrollado un Programa de Certificación Internacional con el fin de crear un estándar aceptado internacionalmente de conocimiento, educación y experiencia por la que los CRPs serán reconocidos como Profesionales de la Investigación Clínica Certificados (CCRP®s) en la investigación clínica de la comunidad. Los estándares sobre los que se basa este programa de certificación han sido establecidos por esta organización para promover el reconocimiento y la excelencia continua en la conducta ética de los ensayos clínicos. SOCRA ofrece capacitación, educación continua, y un programa de certificación. Un CRA que esté certificado a través del programa de certificación de SOCRA recibe la designación de un Profesional de la Investigación Clínica Certificado (CCRP®).
La Asociación de Profesionales de la Investigación Clínica (ACRP) proporciona una certificación para los CRA, específica a la función o trabajo que realicen. La ACRP ofrece la designación de Investigador Clínico Certificado (CCRA®). Con el fin de ser acreditado como un CCRA®, el investigador clínico debe pasar un examen CCRA®, además de cumplir con otros requisitos específicos. Antes de tomar el examen, el potencial solicitante debe demostrar que "trabajan de forma independiente de la del personal investigador que realiza la investigación en el sitio o institución," con el fin de asegurarse de que la persona no va a tener la oportunidad de alterar los datos. El solicitante debe demostrar que ha trabajado un número requerido de horas de acuerdo con los protocolos de estudio y las Buenas Prácticas Clínicas, incluyendo el asegurarse de que las reacciones adversas se han reportado y toda la documentación necesaria se ha completado. El número de horas que deben ser completadas con realización de estas actividades se basa en el nivel de educación alcanzado; por ejemplo, alguien que sólo se ha graduado de la escuela secundaria debe realizar 6.000 horas, pero una enfermera registrada o una persona con una licenciatura solo debe realizar 3.000 horas. El programa de certificación de la ACRP está acreditado por la Comisión Nacional para la Certificación de las Agencias (NCCA), el organismo de acreditación del Instituto para la Acreditación de la Excelencia.